# Chenghua
Chenghua (9 december 1447 - 9 september 1487) was de 8e keizer van de Chinese Mingdynastie tussen 1464 en 1487.